# Robert F. Hill
Robert F. Hill, spesso accreditato come Bob Hill (Port Rowan, 14 aprile 1886 – Los Angeles, 18 marzo 1966), è stato un regista cinematografico, sceneggiatore e attore canadese. Ha diretto più di 100 fra corti e lungometraggi muti e sonori dagli anni '10 agli anni '40, fra cui il serial cinematografico The Adventures of Tarzan, e ne ha scritti una cinquantina, lavorando prevalentemente negli Stati Uniti d'America.

## Filmografia parziale

### Regista
- The Trail of the Wild Wolf - cortometraggio (1916)
- Cinders - cortometraggio (1916)
- The Doctor of the Afternoon Arm - cortometraggio (1916)
- The Adventures of Tarzan (1921)
- Young Ideas (1924)
- Silks and Saddles (1929)
- Heroes of the Flames (1931)
- Tarzan l'indomabile (Tarzan the Fearless) (1933)
- Cuore di bandito (The Cyclone Ranger) (1935)
- The Rogues' Tavern (1936)
- Prison Shadows (1936)
- Men of the Plains (1936)
- Blake of Scotland Yard (1937)
- Million Dollar Racket (1937)
- Il sentiero dei cuori perduti (The Painted Trail) (1938)
- Flash Gordon - Alla conquista di Marte (Flash Gordon's Trip to Mars) (1938)
- East Side Kids (1940)
- Wanderers of the West (1941)

### Sceneggiatore
- The Destroyer, regia di William Garwood (1915)
- Crown Jewels, regia di Roy Clements (1918)
- The Reckoning Day, regia di Roy Clements (1918)
- The Trap, regia di George Archainbaud (1918)
- Upstairs, regia di Victor Schertzinger (1919)
- The Stolen Ranch, regia di William Wyler (1926)
- Il castello degli spettri (The Cat and the Canary), regia di Paul Leni (1927)
- L'ultimo avviso (The Last Warning), regia di Paul Leni (1929)